# Milieu Mueller Hinton
Pour les articles homonymes, voir Mueller et Hinton.
La gélose Mueller-Hinton est une gélose riche pour la réalisation de l'antibiogramme standard.
Le nom Mueller-Hinton vient de leurs codécouvreurs : le microbiologiste John Howard Mueller et le docteur vétérinaire Jane Hinton de l'université Harvard.  La méthode fut publiée en 1941 (Mueller J. H. and Hinton J., 1941, Proc. Soc. Exp. Biol. Med., 48:330).

## Composition
- infusion de viande de bœuf : 300,0 ml
- peptone de caséine : 17,5 g
- amidon de maïs : 1,5 g
- agar : 17,0 g
- pH = 7,4

## Préparation
38 g par litre. Stérilisation à l'autoclave.
Pour préparer ce milieu il faut peser 38 g de poudre et la mélanger dans 1 L d’eau. Il faut homogénéiser puis chauffer en agitant. Il faut porter à ébullition pendant environ une minute. Ensuite il faut stériliser la gélose à l’autoclave durant 15 min à 121,1 °C.

## Lecture
Cette gélose standardisée est la gélose permettant de tester l'action des antibiotiques sur les bactéries. Elle peut être additionnée de sang (pour les Streptococcus), d'extrait globulaire (pour Haemophilus), Elle doit être coulée en boîte de façon à obtenir une épaisseur de 4 mm. Il existe un bouillon équivalent.